# Síndrome de Yentl
La síndrome de Yentl és la invisibilitat mèdica de les dones en els estudis de malalties cardiovasculars, orientats majoritàriament al sexe masculí. És un terme encunyat per la doctora Bernadine Healy, la primera directora del National Institutes of Health, el 1991.
En un estudi de 1991, la doctora Healy descriu com la recerca de les malalties cardiovasculars s'ha centrat històricament en la simptomatologia dels infarts dels homes, i com, en conseqüència, han mort moltes dones a causa d'errors de diagnòstic atès que la seva simptomatologia és diferent. El nom de la síndrome prové de la història curta Yentl, d'Isaac Bashevis Singer, que va ser portada al cinema el 1983, en la qual Yentl, la protagonista interpretada per Barbra Streisand, ha de fer-se passar per un home per obtenir l'educació que desitja i poder estudiar el Talmud. L'article de Healy argumentava que les dones malaltes havien de comportar-se d'acord als estàndards clínics masculins per rebre la mateixa atenció que els homes, en cas contrari se les infradiagnostica i ni tan sols arriben a ser ingressades. Aquest biaix provoca una disminució de la qualitat i efectivitat de l'assistència sanitària, ja que no es realitza el mateix esforç diagnòstic i terapèutic quan les dones no presenten la simptomatologia que en l'imaginari mèdic i social es creu que han de presentar. Estudis posteriors han confirmat que aquesta síndrome continua prevalent, i que fins i tot moren per isquèmia més dones que homes a l'any en països desenvolupats.